# LEGO DC Super-Villains
LEGO DC Super-Villains è un videogioco LEGO a tema azione-avventura sviluppato da Traveller's Tales, che funge da spin-off della trilogia "Lego Batman" e quarto episodio della serie LEGO DC. A differenza della trilogia LEGO Batman, questo è il primo videogioco LEGO a concentrarsi interamente sui cattivi dell'Universo DC, simile ai livelli dei cattivi presenti in LEGO Batman: Il videogioco. Il gioco è stato distribuito da Warner Bros. Interactive Entertainment il 16 ottobre 2018 in Nord America e il 19 ottobre in tutto il mondo. La versione macOS del gioco è stata distribuita da Feral Interactive il 30 luglio 2019.
Con il gameplay di base che segue lo stesso stile dei precedenti titoli "Lego", il gioco presenta un personaggio personalizzato nella storia del gioco. Il gioco presenta anche una modalità multiplayer per due giocatori. La trama del gioco è incentrata sui cattivi dell'Universo DC mentre combattono contro un gruppo di supercriminali di un altro universo che finge essere eroi.

## Modalità di gioco
LEGO DC Super-Villains è un gioco di azione-avventura giocato da una prospettiva in terza persona, alternando varie sequenze di azione-avventura e puzzle-soluzione di scenari. Il gioco dispone anche della possibilità di acquistare dei pacchetti e DLC basati su storie e personaggi del mondo DC Comics come Aquaman (Cerchio di fuoco o Ring of Fire, Battaglia finale contro Ocean Master Orm), Shazam! (fuga dal dottor Sivana e Battaglia finale), Young Justice, Batman.

### Personaggi
Come i titoli precedenti della LEGO Batman Trilogy, come LEGO Batman 2: DC Super Heroes e LEGO Batman 3: Gotham e oltre, i giocatori possono accedere a un elenco di personaggi iconici e oscuri del DC Universe, ognuno con le proprie abilità uniche. LEGO DC Super-Villains si distingue dagli altri videogiochi Lego essendo il primo a incorporare l'uso di un personaggio personalizzato, che si integra con la storia del gioco. Inizialmente i giocatori escogitano il loro aspetto, il nome e lo stile di combattimento, ma ottengono l'accesso ai superpoteri che il loro personaggio può utilizzare man mano che progrediscono nella storia, oltre a sbloccare le opzioni di personalizzazione. Il gioco dispone di personaggi mai usati in altri media oltre ad abilità uniche molto innovative, tra cui la possibilità data a tre personaggi (il Joker, Poison Ivy e lo Spaventapasseri) di creare un miscuglio in grado di controllare emotivamente e sentimentalmente i poliziotti (il gas della risata di Joker, i Feromoni amorosi di Poison Ivy e la tossina della paura dello Spaventapasseri). Il gioco prende spunto, da diversi aspetti, la serie videoludica "Batman: Arkham", come ad esempio i doppiatori (Kevin Conroy per Batman, Mark Hamill per il Joker, Corey Burton per Hugo Strange, Tara Strong per Harley Quinn, Grey DeLisle per Catwoman, Wally Wingert per L'Enigmista e così via...) o alcune funzioni come la Modalità Detective e la capacità di "risalire" durante la planata.

### Impostazione
Il gioco stesso funziona con lo stesso livello di meccaniche di gioco di videogiochi LEGO, così come gli elementi della trilogia "Lego Batman", concentrandosi su un misto di livelli composto da due modalità - storia e free roaming - insieme a elementi open-world tra i livelli, con una selezione di luoghi dal DC Universe, comprese le versioni condensate di Gotham City e Metropolis, così come Smallville, Arkham Asylum, Apokolips, Justice League Watchtower, Stryker's Island, Sala della Giustizia, STAR Labs e Belle Reve; i livelli della storia presentano altri luoghi come Gorilla City, Oa, Themyscira e Nanda Parbat.